# Milán-San Remo 1929
La Milán-San Remo 1929 fue la 22.ª edición de la Milán-San Remo. La carrera se disputó el 19 de marzo de 1929. El vencedor final el italiano Alfredo Binda.
89 ciclistas tomaron parte, acabando 47 de ellos.

## Clasificación final
| Posición | Ciclista            | Equipo          | Tiempo     |
| -------- | ------------------- | --------------- | ---------- |
| 1        | Alfredo Binda       | Legnano-Torpedo | 9h 03' 30" |
| 2        | Leonida Frascarelli | Ideor           | + 8' 30"   |
| 3        | Pio Caimmi          | Gloria          | + 21' 30"  |
| 4        | Adriano Zanaga      | Touring         | m. t.      |
| 5        | Colombo Neri        | -               | m. t.      |
| 6        | Giuseppe Pancera    | Touring         | m. t.      |
| 7        | Alessandro Catalani | -               | m. t.      |
| 8        | Michele Orecchia    | La Rafale       | m. t.      |
| 9        | Pietro Bestetti     | Bianchi-Pirelli | + 24' 00"  |
| 10       | Carlo Moretti       | -               | m. t.      |